# Rolf Enders

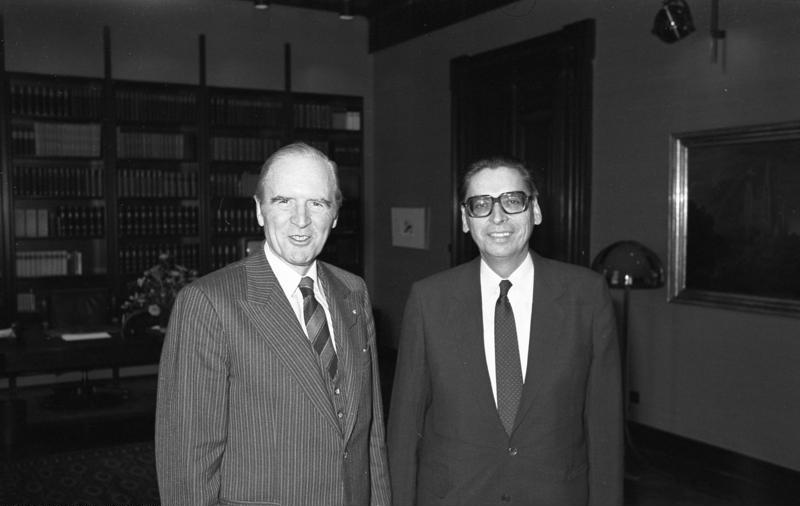
Rolf Enders mit Karl Carstens bei einem Empfang im Bundespräsidialamt (1980)

Rolf Enders (* 13. September 1924 in Frankfurt am Main; † 2010) war ein deutscher Diplomat. Er war Botschafter in verschiedenen Auslandsvertretungen der Bundesrepublik Deutschland, von 1975 bis 1979 in Kamerun, von 1980 bis 1983 in Uganda, von 1983 bis 1986 in Libyen und von 1986 bis 1989 in Jamaika.

## Leben
Enders wurde als Sohn eines Malers und Grafikers und einer Lehrerin geboren. Er legte 1942 das Abitur in Frankfurt am Main ab, studierte ein Semester Slawistik, wurde Ende 1942 zur Wehrmacht einberufen. Am Zweiten Weltkrieg nahm er teil zunächst als Funker bei der Luftwaffe in Belgien, Frankreich, Italien, Kroatien und wieder in Italien. Um der Einberufung zur Waffen-SS zu entgehen, meldete er sich Ende 1944 freiwillig zu den Fallschirmjägern. Er geriet am 10. Mai in Südtirol zunächst in amerikanische Kriegsgefangenschaft, von wo aus er zwei Wochen später in britische Kriegsgefangenschaft verlegt wurde. Nach einigen Monaten als Englisch-Italienisch Lagerdolmetscher in der Nähe Tarents wurde er Dezember 1945 entlassen. Von 1946 bis 1949 studierte er Rechtswissenschaft an der Universität Frankfurt, an der er 1950 das Erste und nach Absolvierung des juristischen Vorbereitungsdienstes 1954 das Zweite Staatsexamen ablegte. Nach einem zweijährigen Anwaltsassessorat trat er 1956 in den Höheren Auswärtigen Dienst ein. Im Jahr darauf schloss er die Attachéausbildung erfolgreich ab.
Enders begann seine Laufbahn im Europareferat des Auswärtigen Amtes. Von 1958 bis 1963 war er an der Deutschen Botschaft Kairo tätig, zunächst als politischer Referent und dann als Leiter des Rechts- und Konsularreferates. Von 1963 bis 1965 war er als Konsul Ständiger Vertreter des Botschafters an der Deutschen Botschaft Daressalam. 1965 ging er als Legationsrat 1. Klasse zurück nach Bonn, wo er bis 1968 im Osthandelsreferat des Auswärtigen Amtes eingesetzt wurde. Im Anschluss wirkte er von 1968 bis 1972 als Generalkonsul am Generalkonsulat Dhaka und von 1972 bis 1975 im Rang eines Botschaftsrates 1. Klasse als Ständiger Vertreter des Botschafters an der Deutschen Botschaft Algier.
Enders war von August 1975 bis November 1979 Botschafter der Bundesrepublik Deutschland in Yaoundé mit Nebenakkreditierung in Äquatorialguinea. 1980 wechselte er in gleicher Funktion an die Deutsche Botschaft in Kampala. Von 1983 bis 1986 war er Botschafter in Tripolis. Während seiner Amtszeit hielten sich in Libyen etwa 1500 Personen mit bundesdeutschem Reisepass auf. Unternehmen mit Hauptsitz in Deutschland wie Siemens trugen zu einem Ausgleich der Handelsbilanz mit Libyen bei. Am 6. April 1985 erschoss Fathi Tarhoni den 1979 nach Deutschland migrierten Exilpolitiker Gebril El Denali (* 1955) in der Bonner Innenstadt. Am 11. April 1985 wurde Enders von der Bundesregierung kurzzeitig zu Konsultationen nach Bonn gerufen.
Von 1986 bis zu seinem Eintritt in den Ruhestand im September 1989 war Enders Botschafter in Kingston mit Nebenakkreditierungen in Belize und in den Bahamas sowie als Generalkonsul in den Turks- und Caicosinseln und den Caymaninseln.
Rolf Enders war zweimal verheiratet und einmal verwitwet und hatte drei Kinder aus erster Ehe.

## Ehrungen und Auszeichnungen
- 1969: Verdienstkreuz am Bande der Bundesrepublik Deutschland
- 1974: Verdienstkreuz 1. Klasse der Bundesrepublik Deutschland
- 1979: Grand Officier de l’Ordre de la Valeur der Republik Kamerun